# Sherwani

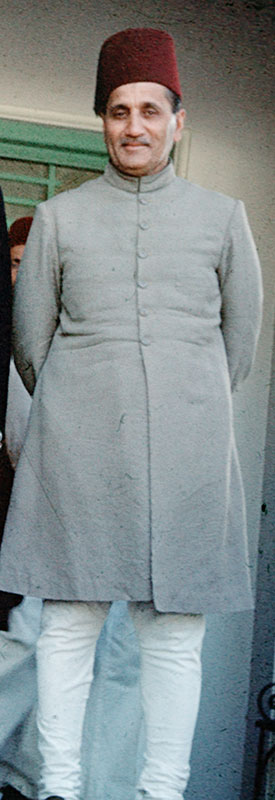
Man i sherwani.

Sherwani (urdu: شیروانی ) är en lång jackettliknande rock, som används i högtidligare sammanhang i Indien. Den förknippas traditionellt med den muslimska överklassen i forna tider.
I Sverige förekommer under senare år en modifierad form av Sherwani, ibland kallad Nehrurock, som högtidsklädsel för män, till exempel vid bröllop. 
I filmerna om Austin Powers bärs rocken i en kort modell av Dr Evil, liksom tidigare av Ernst Stavro Blofeld i filmer om James Bond.